# Keiichiro Korenaga
Keiichiro Korenaga (jap. 是永敬一郎 Korenaga Keiichiro; ur. 16 lutego 1996, Shizuoka w prefekturze Shizuoka) – japoński wspinacz sportowy, specjalizujący się w prowadzeniu oraz we wspinaczce klasycznej. Dwukrotny mistrz Azji w konkurencji prowadzenie.

## Kariera sportowa
Dwukrotny mistrz Azji we wspinaczce sportowej w konkurencji prowadzenie w latach 2015 oraz w roku 2016.
Uczestnik zawodów wspinaczkowych World Games we Wrocławiu w prowadzeniu w 2017 roku, gdzie zdobył złoty medal.
Uczestnik, prestiżowych, elitarnych zawodów wspinaczkowych Rock Master we włoskim Arco, gdzie w roku 2017 zajął 4. miejsce w duelu oraz 5 w prowadzeniu.

## Osiągnięcia

### Mistrzostwa świata
| Konkurencje | 2014 | 2016 |
| Prowadzenie | 25   | 8    |

### World Games
| Konkurencje | 2017 |
| Prowadzenie | 1    |

### Mistrzostwa Azji
| Konkurencje | 2015 | 2016 |
| Prowadzenie | 1    | 1    |

### Rock Master
| Konkurencje | 2017 |
| Duel        | 4    |
| Prowadzenie | 5    |